# 아이 포 아이
《아이 포 아이》(영어: Eye for an Eye)는 미국에서 제작된 존 슐레진저 감독의 1996년 심리 스릴러 영화이다. 샐리 필드, 키퍼 서덜랜드 등이 출연하였고, 마이클 I. 레비 등이 제작에 참여하였다.

## 줄거리
집에 침입해 10대 딸을 강간 살해한 범인이 체포는 되지만 법의 맹점 때문에 법망을 피하고 풀려나자 복수심에 사로잡힌 캐런은 범인을 자신의 손으로 죽여 정의를 구현하기로 결심한다.

## 출연진
- 샐리 필드
- 키퍼 서덜랜드
- 에드 해리스
- 조 만테이니아
- 베벌리 디앤절로
- 샬레인 우더드
- 올리비아 버넷
- 알렉산드라 카일
- 키스 데이비드
- 필립 베이커 홀
- 너탈리아 노굴리치
- 아민 시머먼
- 도널 로그
- 그랜드 L. 부시
- 로스 배글리
- 신시아 로스록

## 기타 제작진
- 공동 제작: 마이클 폴레어
- 배역: 맬리 핀
- 미술: 스티븐 헨드릭슨
- 의상: 보비 리드

## 우리말 녹음
MBC 성우진 (2002년 10월 12일)
- 이미자 - 카렌 (샐리 필드)
- 권혁수 - 맥 (에드 해리스)
- 박조호 - 로버트 두브 (키퍼 서덜랜드)
- 김용식
- 홍승옥
- 기경옥
- 조예신
- 변종필
- 임유진
- 김용준
- 박선영
- 이상범
- 고성일
- 김서영
- 배정민
- 채의진
- 최한
- 박신희
- 방성준
- 이원찬
- 정재헌